# 먹이 사슬

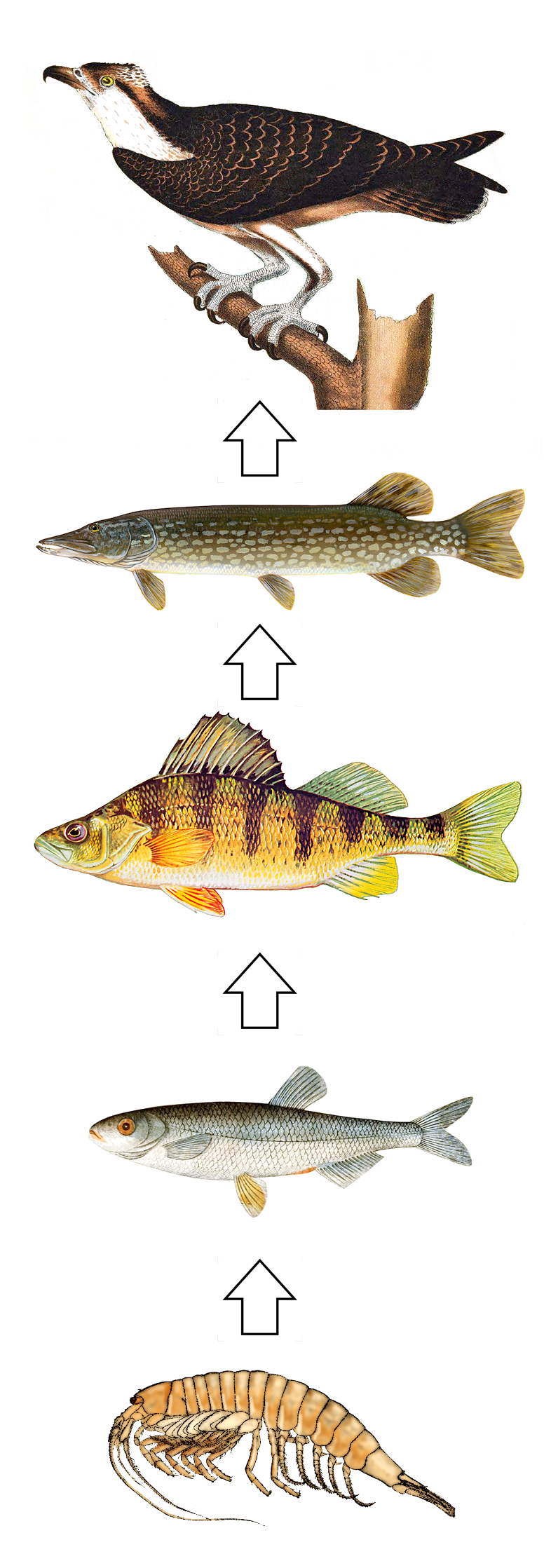
스웨덴 호수의 먹이 사슬. 물수리는 강꼬치고기를 먹고, 강꼬치고기는 페르카속을 먹으며, 페르카속은 블릭을 먹고, 블릭은 갑각류를 먹는다.

먹이 사슬(food chains) 또는 먹이 연쇄는 먹이 그물 내 링크의 선형 네트워크로, 종종 독립영양생물(풀 또는 조류 (수생 생물) 등)과 같은 생산자에서 시작하여 일반적으로 최상위 포식자(회색곰 또는 범고래 등), 유기 분해물을 먹는 동물(지렁이 및 쥐며느리 등), 또는 분해자(균류 또는 세균 등)에서 끝난다. 이것은 먹이 그물과 같지 않다. 먹이 사슬은 영양 단계에서 에너지를 위해 무엇을 소비하는지에 따라 종들 간의 관계를 묘사하며, 가장 일반적으로 길이를 측정한다: 영양 소비자와 사슬의 기저 사이의 링크 수.
먹이 사슬 연구는 많은 생물학 연구에서 중요한 역할을 한다.
먹이 사슬의 안정성은 대부분의 종의 생존에 매우 중요하다. 먹이 사슬에서 한 요소만 제거되어도 종의 멸종 또는 생존율의 엄청난 감소를 초래할 수 있다. 많은 먹이 사슬과 먹이 그물에는 핵심종이 포함되어 있는데, 이 종은 주변 환경에 큰 영향을 미치며 먹이 사슬에 직접적인 영향을 줄 수 있다. 핵심종이 제거되면 전체 먹이 사슬의 균형이 깨질 수 있다.
먹이 사슬의 효율성은 일차 생산자가 처음 소비하는 에너지에 따라 달라진다. 이 에너지는 이후 영양 단계를 통해 이동한다.

## 역사
먹이 사슬은 10세기 아랍 철학자 알자히즈에 의해 처음 논의되었다. 먹이 사슬과 먹이 그물의 현대적 개념은 찰스 엘튼에 의해 도입되었다.

## 먹이 사슬 vs. 먹이 그물
먹이 사슬은 소비와 에너지 전달의 직접적인 선형 경로를 따르기 때문에 먹이 그물과 다르다. 먹이 사슬 간의 자연적 상호 연결은 먹이 그물을 형성하는데, 이는 비선형적이며 소비와 에너지 전달의 상호 연결된 경로를 묘사한다. 더 자세한 정보는 여기를 방문하라

## 영양 단계
먹이 사슬 모델은 일반적으로 생물군집이 상위의 포식자와 하위의 식물(독립영양생물 또는 생산자)에 의해 조절된다고 예측한다.

영양 피라미드(생태 피라미드라고도 함)는 먹이 사슬 및 생체량 생산성의 영양 단계를 모델링한다.

따라서 먹이 사슬의 기초는 일반적으로 일차 생산자로 구성된다. 일차 생산자 또는 독립영양생물은 햇빛이나 무기 화학 물질에서 파생된 에너지를 이용하여 에너지로 사용될 녹말과 같은 복합 유기 화합물을 생성한다. 광합성에 태양의 빛이 필요하기 때문에 태양이 사라지면 대부분의 생명체는 존재할 수 없다. 그럼에도 불구하고, 최근에는 열수분출공에 의해 구동되는 화학 합성으로부터 모든 대사 에너지를 얻는 것처럼 보이는 일부 생명체인 화학영양생물이 발견되었으며, 이는 일부 생명체가 번성하는 데 태양 에너지가 필요하지 않을 수 있음을 보여준다. 화학 합성 세균과 고세균은 열수분출공과 냉천에서 나오는 황화 수소와 메테인을 에너지원(식물이 햇빛을 사용하는 것과 동일)으로 사용하여 탄수화물을 생산한다. 이들은 햇빛이 거의 또는 전혀 없는 지역에서 먹이 사슬의 기초를 형성한다. 에너지를 어디에서 얻든지, 자체 에너지를 생산하는 종은 먹이 사슬 모델의 기초에 위치하며, 생태계의 중요한 부분이다.
상위 영양 단계는 자체 에너지를 생산할 수 없으므로 생산자 또는 생산자를 소비하는 다른 생명체를 소비해야 한다. 상위 영양 단계에는 소비자(이차 소비자, 삼차 소비자 등)가 있다. 소비자는 다른 유기체를 먹는 유기체이다. 먹이 사슬의 첫 번째 유기체를 제외한 모든 유기체는 소비자이다. 이차 소비자는 일차 소비자를 먹고 에너지를 얻으며, 삼차 소비자는 이차 소비자를 먹고 에너지를 얻는 식이다.
가장 높은 영양 단계에는 일반적으로 최상위 포식자, 즉 먹이 사슬 모델에서 자연적인 포식자가 없는 소비자가 있다.
어떤 영양 단계의 생명체라도 죽으면 유기 분해물을 먹는 동물과 분해자는 그들의 유기 물질을 에너지원으로 소비하고 영양분을 환경으로 배출한다. 분해자와 유기 분해물을 먹는 동물은 유기 화합물을 식물이 유기 화합물을 만드는 데 필요한 단순한 영양분으로 분해하여 토양으로 되돌린다. 현재 100,000가지 이상의 다양한 분해자가 존재하는 것으로 추정된다.
영양 단계 모델은 종종 영양 단계 간의 에너지 전달을 모델링하기도 한다. 일차 소비자는 생산자로부터 에너지를 얻어 이차 및 삼차 소비자에게 전달한다.

## 연구
먹이 사슬은 생태독성학 연구에서 중요하며, 환경 오염 물질의 경로와 생물농축을 추적한다. 또한 생물군집 역학을 예측하기 위해 다양한 영양 단계 간의 상호 작용을 고려하는 것이 필수적이다. 먹이 사슬은 종종 영양 단계와 생물군집/생태계 조사의 이론 개발을 위한 기본 수준이 된다.

## 길이

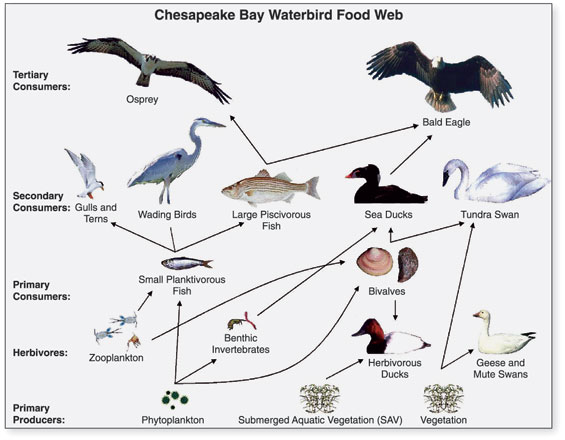
체서피크만의 물새 먹이 그물은 먹이 사슬의 네트워크이다.

먹이 사슬의 길이는 에너지 전달의 측정치를 제공하는 연속 변수이자, 가장 낮은 영양(섭식) 단계에서 가장 높은 영양 단계로 연결을 통해 증가하는 생물학적 조직의 지표이다.
먹이 사슬은 영양 에너지의 방향성 경로, 또는 생산자나 미세 유기물과 같은 기저 종에서 시작하여 소비자 유기체로 끝나는 연결의 순서이다.:370
먹이 사슬은 종종 생태 모델링(예: 세 종의 먹이 사슬)에 사용된다. 이들은 실제 먹이 그물을 단순화한 추상화이지만, 역동성과 수학적 함의에서 복잡하다.
가장 간단한 형태로, 사슬의 길이는 영양 소비자와 그물 기저 사이의 연결 수이다. 전체 그물의 평균 사슬 길이는 먹이 그물에 있는 모든 사슬 길이의 산술 평균이다. 먹이 사슬은 에너지원 다이어그램이다. 먹이 사슬은 생산자로 시작하며, 이는 일차 소비자에게 먹힌다. 일차 소비자는 이차 소비자에게 먹힐 수 있으며, 이차 소비자는 삼차 소비자에게 먹힐 수 있다. 삼차 소비자는 때때로 사차 소비자라고 불리는 최상위 포식자의 먹이가 될 수 있다. 예를 들어, 먹이 사슬은 생산자인 녹색 식물로 시작하여, 일차 소비자인 달팽이가 먹는다. 달팽이는 개구리와 같은 이차 소비자의 먹이가 될 수 있으며, 개구리 자체는 뱀과 같은 삼차 소비자의 먹이가 될 수 있고, 뱀은 독수리에게 먹힐 수 있다. 종 내에 고정된 영양 단계를 가진 먹이 사슬의 이러한 단순한 관점: 종 A는 종 B에게 먹히고, B는 C에게 먹히는 식…은 종의 어린 개체가 성체보다 낮은 영양 단계에 속하는 실제 상황과 종종 대조된다. 이러한 상황은 수생 및 양서류 환경, 예를 들어 곤충과 물고기에서 더 자주 나타난다. 이러한 복잡성은 1959년 G. 에블린 허친슨에 의해 metaphoetesis라고 명명되었다.
생태학자들은 먹이 사슬 길이와 관련된 생태학적 패턴의 본질에 대한 가설을 수립하고 시험해 왔다. 예를 들어, 길이는 생태계의 부피와 함께 증가하거나, 각 연속적인 수준에서 에너지 감소에 의해 제한되거나, 또는 서식지 유형을 반영한다는 가설이 있다.
먹이 사슬의 길이는 중요하다. 왜냐하면 영양 단계가 증가함에 따라 전달되는 에너지의 양이 감소하기 때문이다. 일반적으로 한 영양 단계의 총 에너지 중 단 10%만이 다음 단계로 전달되며, 나머지는 대사 과정에 사용된다. 먹이 사슬에는 일반적으로 5개 이하의 영양 단계가 있다. 인간은 사슬에서 한 단계 뒤로 가서 음식을 먼저 섭취함으로써 더 많은 에너지를 얻을 수 있다. 예를 들어, 상추를 먹은 동물보다 샐러드를 섭취함으로써 파운드당 더 많은 에너지를 얻을 수 있다.

## 핵심종

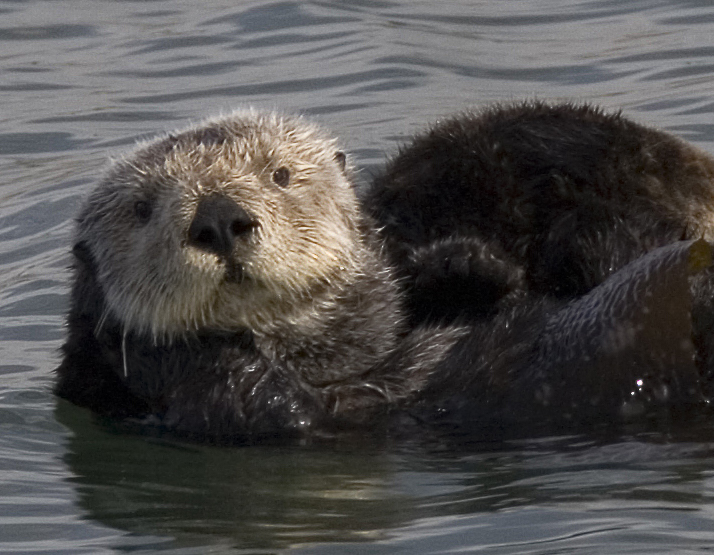
해달은 핵심종의 대표적인 예이다.

핵심종은 같은 생태계 내 다른 종이나 생태계 전체가 의존하는 단일 종이다. 핵심종은 생태계에 너무나 필수적이어서 그들의 존재 없이는 생태계가 변하거나 완전히 사라질 수 있다. 핵심종이 생태계에 영향을 미치는 한 가지 방법은 생태계의 먹이 그물, 그리고 그 생태계 내의 먹이 사슬에 그들이 존재함으로써이다. 태평양 연안 지역의 핵심종인 해달은 성게를 잡아먹는다. 해달이 없으면 성게는 다시마목 개체군을 파괴적으로 갉아먹어 북태평양 지역의 연안 생태계 감소에 기여한다. 해달의 존재는 성게 개체군을 통제하고 다시마숲을 유지하는 데 도움을 주며, 이는 생태계 내 다른 종들에게 필수적이다.

## 같이 보기
- 먹이 그물